# De Havilland DH.80 Puss Moth
De DH.80 is een vliegtuig dat werd ontwikkeld door de Britse vliegtuigfabrikant de Havilland omdat er op de privé-vliegerijmarkt een grote vraag was. Het model had een gesloten cabine met twee zitplaatsen en het ontwerp leek op de DH.75 Hawk Moth. Er werd echter maar één model gemaakt. Daarna werden vele tientallen A-modellen gemaakt met 2 tot 3 zitplaatsen.

## Recordvluchten
De Puss Moth was het geliefde vliegtuig van piloot Jim Mollison. Zijn G-ABXY The Heart's Content werd uitgerust met een extra brandstoftank van 727 liter. Hierdoor werd zijn reikwijdte vergroot tot 5.800 km.
Hiermee vestigde hij de eerste solovlucht van Engeland naar Zuid-Afrika. Hij vertrok in Kent op 24 maart 1932 en kwam in Kaapstad op 28 maart 1932 aan.
Zijn tweede record was de eerste solovlucht op 18 augustus 1932 over de Atlantische oceaan.

Zijn derde record was de eerste vlucht van Engeland naar Zuid-Amerika: van Lympne te Kent 9 februari 1933 naar Port Natal in Brazilië (12 februari 1933).

## Trivia
- Het vliegrecord van Jim Mollison van Engeland naar Zuid-Afrika werd in november 1932 gebroken door zijn vrouw Amy Mollison.[5]
- In 1936 verongelukte de Spaanse generaal José Sanjurjo met een Puss Moth. Dit maakte de weg vrij voor Francisco Franco.
- In 1939 werden vele DH.80 geconfisqueerd door de RAF voor verbindingsdiensten.
- In 1930 deed een DH.80 twaalf uur over de vlucht Londen - Stockholm